# Cala Cala (Aroma)
Cala Cala ist eine Landstadt im Departamento La Paz im südamerikanischen Anden-Staat Bolivien.

## Lage im Nahraum
Cala Cala ist die drittgrößte Gemeinde des Municipios Sica Sica in der Provinz Aroma und liegt in einer Höhe von 3832 m. Nordwestlich von Cala Cala erstreckt sich die weite Ebene des bolivianischen Hochlandes und östlich des Ortes erhebt sich die Serranía de Sicasica, ein nord-südlich ausgerichteter Gebirgsriegel zwischen La Paz und Cochabamba, der bis auf mehr als 4500 m ansteigt.

## Geographie
Cala Cala liegt auf dem bolivianischen Altiplano zwischen den Anden-Gebirgsketten der Cordillera Occidental im Westen und der Cordillera Central im Osten. Das Klima der Region ist ein typisches Tageszeitenklima, bei dem die mittleren Temperaturschwankungen im Tagesverlauf deutlicher ausfallen als im Jahresverlauf.
Die Jahresdurchschnittstemperatur der Region liegt bei etwa 7 °C (siehe Klimadiagramm Patacamaya), die monatlichen Durchschnittswerte schwanken nur unwesentlich zwischen 4 °C im Juni/Juli und 9 °C im November/Dezember. Der Jahresniederschlag beträgt 460 mm, die Monatsniederschläge liegen zwischen unter 10 mm von Mai bis August und bei 110 mm im Januar.

## Verkehrsnetz
Cala Cala liegt in einer Entfernung von 147 Straßenkilometern südlich von La Paz, der Hauptstadt des gleichnamigen Departamentos.
Von La Paz aus führt die Nationalstraße Ruta 2 in westlicher Richtung nach El Alto, von dort 129 Kilometer nach Süden die Ruta 1 über Sica Sica nach Konani (auch' Germán Busch). Von dort aus führt die Nationalstraße weiter in südöstlicher Richtung zu den Departamento-Hauptstädten Oruro, Potosí und Tarija und nach Bermejo an der argentinischen Grenze. Cala Cala liegt fünf Kilometer südlich von Konani abseits der Ruta 1.

## Bevölkerung
Die Einwohnerzahl der Ortschaft ist in den vergangenen beiden Jahrzehnten auf mehr als das Doppelte angestiegen:
| Jahr | Einwohner | Quelle       |
| ---- | --------- | ------------ |
| 1992 | 874       | Volkszählung |
| 2001 | 1678      | Volkszählung |
| 2012 | 2087      | Volkszählung |
| 2024 |           | Volkszählung |

Die Region weist einen hohen Anteil an Aymara-Bevölkerung auf, im Municipio Sica Sica sprechen 90,3 Prozent der Bevölkerung Aymara.